# Axel Hornemann Hansen
Pour les articles homonymes, voir Hornemann et Hansen.
Ne doit pas être confondu avec Axel Hansen (Radsportler) (de)
 Axel Hornemann Hansen, né le 13 octobre 1899 à Amiens et mort le 28 janvier 1933 à Lyngby-Taarbæk, est un coureur cycliste danois. Il participe à deux épreuves aux Jeux olympiques d'été de 1920 au cours de sa carrière.

## Biographie
En 1920, il participe aux Jeux olympiques d' Anvers dans l'épreuve de vitesse individuelle et en tandem, avec Henry Brask Andersen.

## Palmarès
- 1921
  - 2e du Grand Prix de Copenhague amateurs
- 1926
  - 3e de Poitiers-Saumur-Poitiers